# Artur Adamyan
Artur Adamyan (tiếng Armenia: Արթուր Ադամյան; tiếng Nga: Артур Арменович Адамян; sinh 22 tháng 4 năm 1992) là một cầu thủ bóng đá Nga-Armenia thi đấu cho FC Gandzasar Kapan.